# Барановка (Юргамиський район)
Бара́новка (рос. Барановка) — присілок у складі Юргамиського району Курганської області, Росія. Входить до складу Карасинської сільської ради.
Населення — 88 осіб (2010, 127 у 2002).